# Sharon Drucker
Sharon Drucker (in ebraico שרון דרוקר‎?; Petah Tiqwa, 26 luglio 1967) è un allenatore di pallacanestro ed ex cestista israeliano.

## Carriera
Dopo aver allenato in Israele (tra cui spicca un'ULEB Cup vinta nel 2003-04 con l'Hapoel Gerusalemme), Russia (EuroCup 2005-2006 vinta con l'Ural Great Perm', Lituania e Belgio, nel maggio 2008 Drucker ha firmato un contratto triennale con la Fortitudo Bologna, ma finirà per non essere mai tesserato poiché il neoarrivato general manager Zoran Savić preferì continuare con il vecchio allenatore Dragan Šakota. Drucker diventa così vice di Pini Gershon al Maccabi Tel Aviv, ma nel frattempo vince un lodo FIBA contro la Fortitudo, che non gli verserà tutto lo stipendio mancante per via del fallimento societario. Nell'agosto 2015, gli effetti dell'ingiunzione di pagamento hanno bloccato il mercato della nuova società fortitudina.
Il 30 settembre 2015, la FIBA, accoglie il reclamo della Fortitudo permettendo lo sblocco del mercato e giudicando inammissibile l'appello di Drucker.
Il 25 aprile 2011 viene ingaggiato dalla Sutor Basket Montegranaro dopo l'esonero di Stefano Pillastrini. Nelle ultime 3 partite del campionato riesce a portare alla salvezza la squadra marchigiana, ma il 15 novembre 2011 viene esonerato. Successivamente ha continuato la sua carriera in Israele.

## Palmarès

### Allenatore

#### Squadra
- Campionato belga: 1

Ostenda: 2006-07
- Coppa del Belgio: 1

Ostenda: 2008
- ULEB Cup: 1

Hapoel Gerusalemme: 2003-04
- FIBA EuroCup Challenge: 1

Ural Great Perm': 2005-06

#### Individuale
- Miglior allenatore della Ligat ha'Al: 1

Maccabi Ra'anana: 1999-2000